# II Lubuskie Lato Filmowe
II Lubuskie Lato Filmowe – druga edycja najstarszego polskiego festiwalu filmowego odbyła się w roku 1970 w Łagowie w województwie lubuskim.
Podczas trwania Lubuskiego Lata Filmowego wśród widzów ogłoszono plebiscyt na najpopularniejszy film sezonu, który przeprowadzony został w Łagowie, Gorzowie, Głogowie, Nowej Soli, Zielonej Górze i Żarach. W wyniku ankiety pierwsze miejsce zajął film Jak rozpętałem drugą wojnę światową w reżyserii Tadeusza Chmielewskiego, natomiast na drugim miejscu uplasował się obraz Album polski w reżyserii Jana Rybkowskiego.

## Społeczne Jury
Społeczne Jury Reprezentantów Widzów Festiwalu Filmów Fabularnych Łagów 1970:
- Michal Spendowski (przewodniczący)
- Andrzej Słowicki (sekretarz)
  - Barbara Cieślak
  - Henryk Jarosz
  - Jerzy Ostafiński
  - Aleksander Smolarczyk
  - Witold Stadnik
  - Grażyna Szamańska
  - Jan Żabicki

Jury jednogłośnie przyznało główną nagrodę konkursu Złote Grono dla reżysera Kazimierza Kutza za film Sól ziemi czarnej.

## Jury fachowców
Jury fachowców z poszczególnych dziedzin filmu:
- Stefan Schabenbeck (przewodniczący)
  - Jerzy Witek
  - Władysław Cybulski
  - Józef Hen
  - Tadeusz Konwicki
  - Jan Laskowski
  - Zygmunt Listkiewicz
  - Wiesław Jan Śniadecki
  - Jerzy Stefan Skawiński
  - Krzysztof Winiewicz
  - Zbigniew Wiszniewski

Jury spośród 24 filmów fabularnych wyświetlanych w kinach w sezonie 1 czerwca 1969 – 31 maja 1970 roku, przyznało nagrody Złotego Grona w kategoriach:

### Najlepszy scenariusz
- Kazimierz Kutz – Sól ziemi czarnej

### Najlepsza scenografia
- Bolesław Kamykowski – Sól ziemi czarnej

### Najlepsze zdjęcia
ex aequo:
- najlepsze kolorowe zdjęcia Wiesław Zdort – Sól ziemi czarnej
- najlepsze czarno białe zdjęcia Stefan Matyjaszkiewicz – Strukturę kryształu w reżyserii Krzysztofa Zanussiego

### Najlepsza muzyka
- Wojciech Kilar – Czerwone i złote w reżyserii Stanisława Lenartowicza

### Najlepsza kobieca rola drugoplanowa
- Hanna Skarżanka za rolę matki Hanki w filmie Polowanie na muchy w reżyserii Andrzeja Wajdy

### Najlepsza męska rola drugoplanowa
- Zdzisław Maklakiewicz za rolę sierżanta Knapsa w filmie Czerwone i złote w reżyserii Kazimierza Kutza

### Nagroda specjalna
- Tadeusz Kalinowski pośmiertnie za całokształt pracy aktorskiej oraz za najlepszą rolę drugoplanową w filmie Sąsiedzi w reżyserii Aleksandra Ścibora-Rylskiego

## Klub Krytyki Filmowej
Jury Klubu Krytyki Filmowej przy Stowarzyszeniu dziennikarzy Polskich:
- Ryszard Koniczek (przewodniczący)
- Jerzy Peltz (sekretarz)
  - Jerzy Eljasiak
  - Jerzy Giżycki
  - Stanisław Grzelecki
  - Tadeusz Kajan
  - Piotr Kajewski
  - Czesław Radomiński

### Nagroda Syrenki Warszawskiej
W kategorii film polski:
- Struktura kryształu w reżyserii Krzysztofa Zanussiego

W kategorii film zagraniczny:
- Wspomnienia w reżyserii Tomasa Gutierreza Alea (Kuba)

### Wyróżnienia
- Trzy dni Wiktora Czernyszewa w reżyserii Marka Osepjana (ZSRR)
- Szarża lekkiej brygady w reżyserii Tony’ego Richardsona (Wielka Brytania)